# NGC 1648
NGC 1648 è una piccola galassia lenticolare situata nella costellazione dell'Eridano, a una distanza di circa 225 milioni di anni luce dalla nostra Via Lattea.

## Scoperta
La galassia è stata scoperta il 29 dicembre 1885 dall'astronomo statunitense Lewis Swift.